# ターディスへの旅
「ターディスへの旅」（ターディスへのたび、原題: "Journey to the Centre of the TARDIS"）は、イギリスのSFドラマ『ドクター・フー』の第7シリーズ第10話。脚本はスティーヴン・トンプソン、監督はマット・キングが担当し、2013年4月27日に BBC One で初放送された。
本作では異星人のタイムトラベラー11代目ドクター（演:マット・スミス）がターディスの事故の原因となった引き揚げ作業員（演:アシュリー・ウォルターズ、マーク・オリバー、ジャベル・ホール）に、コンパニオンのクララ・オズワルド（演:ジェナ・ルイーズ・コールマン）の救出を手伝わせる。損傷したターディスの奥で行方が掴めないクララを捜しながら、彼らは生きたターディスの意思に翻弄される。
本作は1978年の The Invasion of Time でターディスの中まで話を広げようとしたが予算の都合で叶わず規模も縮小したことについて、2013年当時の番組製作総指揮者スティーヴン・モファットが不満を抱いていたことに端を発する。エピソードはほぼ完全に Roath Lock studios で撮影された。視聴者は650万人に達し、賛否両論であった。

## 製作

### 脚本

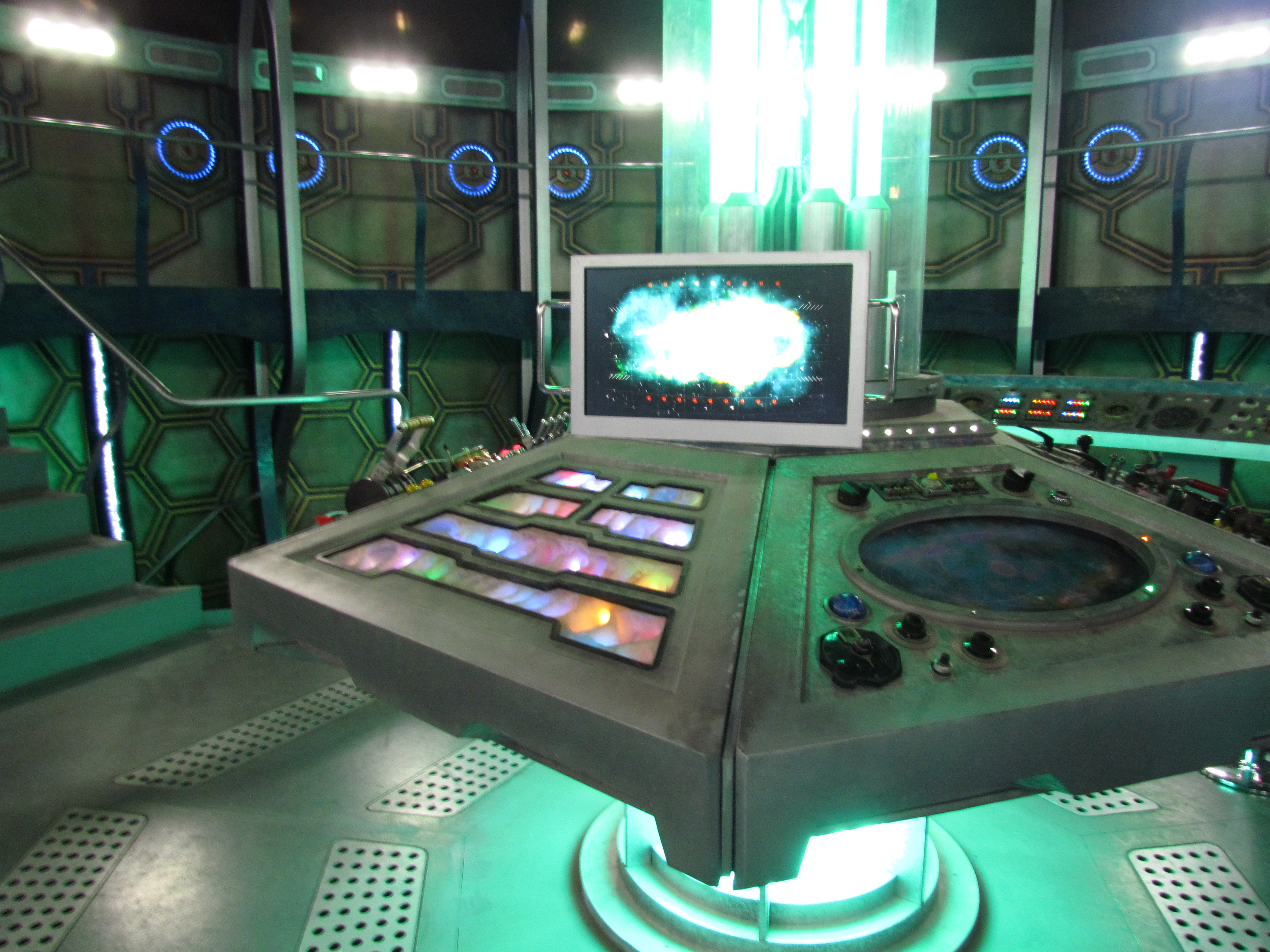
ターディスのセット

筆頭脚本家兼エグゼクティブ・プロデューサーのスティーヴン・モファットは、ターディスの中心を発見するエピソードのコンセプトをスティーヴン・トンプソン (作家)に与えた。トンプソンの説明によると、これはモファットが1978年の The Invasion of Time に拘ったことによる。The Invasion of Time はターディスを舞台にしていたがスタジオに新たなセットを組み立てることができず、ロケ地は放棄された病院に変更されていた。また、トンプソンは数学にも興味があり、劇中の多次元工学にも関心を示した。モファットは残りの部分をトンプソンに任せることにした。当初トンプソンは遠足の間にターディスが妨害を受ける展開を意図していたが、モファットの反対により引き揚げ作業員との遭遇に変更された。原題 Journey to the Centre of TARDIS はジュール・ヴェルヌのSF小説『地底旅行』（Journey to the Center of the Earth）のオマージュである。ターディスがタイトルに入ったエピソードは番組史上初のことであった。アシュリー・ウォルターズのキャラクターであるグレゴール・ヴァン・ベーレンは元々サイボーグとして意図されており、ジャベル・ホールのキャラクターは元々トリッキーではなくサンダーと呼ばれていた。また、以前のコンパニオンに由来する廃棄された部屋をクララが探索する展開にも変更が加えられ、エイミー・ポンドの玩具のターディスやドクターの子ども用ベッドを発見するだけに留まった。さらに、本作は第7シリーズ第11話として予定されていたが、第11話は次話「深紅の恐怖」に変更された
予備的な台本は2012年6月に完成した。

### 撮影
台本の読み合わせは「スノーメン」の撮影の後、2012年8月29日に Roath Lock studios で行われた。「ターディスへの旅」は単独で第7シリーズ第7製作ブロックのスケジュールで製作され、9月4日から24日まで主に Roath Lock studios のセットで撮影が行われた。引き揚げ船などを含むシーンは9月4日にニューポートの Celtic Way の倉庫で撮影され、磁力キャッチャーでターディスが捕獲されるシーンも Roath Lock にて9月4日と5日に撮影された。ターディスのシーンの多くは9月6日から11日に撮影された。ターディスの図書館のシーンはカーディフ城で9月11日に、ハーモニーの目のシーンは9月12日から14日に撮影が行われた。クララ役のジェナ・ルイーズ・コールマンが9月17日に体調を崩したため、その日は効果や間に挟むシーンの撮影が行われた。コールマンを加えた撮影は9月18日と19日にエンジンルームとコンソールの場面で再開され、コンソールルームの最終ショットは9月24日に撮影された。追加のショットは10月18日と11月27日に撮影が行われた。最後の撮影はドクターとクララがターディスのエンジンルームの防衛フロントに入る場面で、11月28日にヴェール・オブ・グラモーガンの Argoed Isha Quarry にて行われた。
ゲスト出演者アシュリー・ウォルターズは撮影初日に宇宙（space）という単語と共に衣装を着た自身の写真をツイートしてしまい、プロデューサー達と対立が生じた。当該の写真は即座に削除された。

## 放送と反応

### 放送と評価
本作はイギリス国内では BBC One で2013年4月27日に初放送された。当夜の視聴者数は490万人を記録した。タイムシフト視聴者を合算すると視聴者数は650万人に達し、その週の BBC One の番組で7番目に多く視聴された。BBC iPlayer では4日間で119万リクエストが集まり、4月に公開されるとその月で10番目に多く視聴された番組となった。Appreciation Index は85を記録した。
日本では放送されていないが、2013年11月23日から『ドクター・フー』の第5シリーズから第7シリーズにかけての独占配信がHuluで順次開始され、「ターディスへの旅」は2014年に配信が開始された。

### 批評家の反応
「ターディスへの旅」は肯定寄りの評価を受けた。ガーデイアン紙のダン・マーティンは大胆な結末にファンは動揺するだろうと述べた。彼はエピソードの不気味さを称賛し、三兄弟の未熟なプロットはゲストの演技によってマシになったと述べた。デジタル・スパイのモーガン・ジェフェリーは本作に星5つを付け、『ドクター・フー』のカジュアルな視聴者に対してもファンに対しても決定的な待遇だと評価し、悲境に感じられないタイミーワイミーなリセットは論理的でドラマチックだったと述べた。また、彼は過去のエピソードから向上したプロダクションバリューも称賛した。しかし、プロットの制約を受けたクララが逃げることと叫ぶことしかできていないとも彼は指摘した。
IGNのマーク・スノーは「ターディスへの旅」を10点満点中8.5点と評価した。彼はエピソードの多くが廊下でのシーンに費やされていることを残念に感じたが、怪物に対しては肯定的であった。彼はドクターとクララだけで構成される最終段階を称賛したが、結末はデウス・エクス・マキナであたと批判した。ラジオ・タイムズのパトリック・マルケーンは、本作を良い技法を採用した面白いタイミーワイミーな冒険だと評した。彼はセットのデザインやコールマンの演技を称賛した一方、クラシックシリーズで見られたものと矛盾しないターディスのスタイルが見たかったと感じ、三兄弟も烏合の衆の印象を受けたと語った。インデペンデント紙のニーラ・デブナスは面白いエピソードであると評価したが、脚本が不十分で、3人の脇役は注意を払うのが難しいと感じ、ターディスを探索する言い訳だとも述べた。なお、彼女はドクターの図書室などターディス内の設備の描写がこの冒険に価値を加えていると綴った。
SFX誌のデイヴ・ゴールダーは本作に星3つを与えた。特に彼はプロットが標準的であると批判し、当てっこのリセットボタンという結末で完結する廊下を走り回るSFだと述べた。彼は本作が数多くの機会を逃しているとも感じ、三兄弟は面白みもなく印象にも残らないと酷評した。デイリー・テレグラフのギャヴィン・フラーは本作に星1つ半を付け、「機会を無駄にされた」「古い『ドクター・フー』の焼き直しのようだ」と述べた。フラーはドクターとクララの関係が発展したことが本作唯一の埋め合わせであると綴ったが、致命的に鈍いエピソードを救うには到底至っていないと感じた。
Doctor Who Magazine のグラハム・キブル＝ホワイトは主に否定的なレビューを投稿した。彼は本作にはスリルがあると認めたが、ニュアンスや繊細さが欠けていると指摘し、ヴァン・ベーレン兄弟は The Twin Dilemma（1984年）の双子以来『ドクター・フー』で最も稚拙な演技の兄弟であると批判した。また、トリッキーがアンドロイドでなかったことは『ドクター・フー』のプロットポイントで史上最低だと酷評した。さらに彼はドクターがターディスの偽の爆破カウントダウンで兄弟を脅したことがキャラクターにそぐわないと批判した。しかし、彼はマレイ・ゴールドのサウンドトラックがエピソードを纏めていると認め、エピソード全体を「壮大で騒がしく、馬鹿らしく楽しい」と表現した。